# San Mommè
San Mommè (o Sammommè) è un piccolo centro abitato del comune di Pistoia sorto in prossimità della sorgente dell'Ombrone Pistoiese, a circa 555 metri sul livello del mare. La località si trova nella zona nord del territorio comunale pistoiese, a circa 12 chilometri dal centro cittadino.
In quest'area Caterina de' Medici era solita soggiornare stagionalmente, con tutta la corte, per la caccia al cervo. Il borgo era ben conosciuto anche all'epoca del granducato, ma solo nei primi lustri del '900 cominciò a svilupparsi trasformandosi in località di villeggiatura, aiutato anche dall'entrata in funzione della fermata ferroviaria (intorno al 1930).
Il centro sorge intorno alla pieve di San Matteo e al suo campanile, dotato delle campane più prestanti della vallata; le abitazioni, inizialmente addossate attorno al piccolo oratorio di Pian di Ripalta (detto Il Chiesino) nel casolare di Savaiana, si sono in seguito sviluppate intorno alla pieve; mano a mano le abitazioni si sono poi sparse tra i castagni dei boschi circostanti. Il borgo non ha subito speculazioni edilizie, avendo la Pro loco locale acquisito gli spazi centrali del Paese adibendone uno a parcheggio ed uno a parco (il Pratone).
Nel paese sono presenti due alberghi, un campo da tennis, una piscina, un campo da calcetto.

## Il nome
L'origine del nome sembra discenda da un santo eremita orientale, amico dei leoni, che si chiamava Mammone o  Mamante. I longobardi lo veneravano e quando giunsero qui ne imposero il culto in quel primo nucleo abitato detto Savaiana, che poi è diventato l'attuale San Mommè.

## Infrastrutture e trasporti

### Strade
San Mommè è facilmente raggiungibile in auto da Pistoia percorrendo o la strada che passato l'abitato di Piteccio si arrampica per una serie di tornanti (che sono stati teatro di una tappa del Giro d'Italia nel 1989 e nel 2005) o dalla SS 64 fino al km 11 dove un cartello indica un bivio a sinistra che dopo una comoda discesa di circa 2 km conduce in paese

### Ferrovie
È presente una piccola stazione della Ferrovia Porrettana.

## La pieve di San Matteo
Nella piazza principale del paese sorge la pieve di San Matteo.
La chiesa si presume sia stata fondata attorno al 1400. Il primo corpo dell'edificio è di piccole dimensioni, dalle tracce murarie infatti si nota che la prima chiesetta misura circa 7 m di lunghezza. I suoi muri vengono costruiti con grosse bozze di pietra e, come si può vedere ancora oggi, era assai bassa e sicuramente non coperta a volta e tutto il complesso prendeva luce da tre lunette.
Nel 1695 Giovanni Morelli costruisce il pulpito in marmo e lo colloca sul lato sinistro sopra la porta laterale. All'anno 1696 risale la costruzione della balaustra e dei due gradini in marmo.
Nel 1702 viene eretto l'altare marmoreo sinistro e collocati nelle pareti del presbiterio i due tabernacoli in marmo; nel 1706 vengono costruiti anche l'altare maggiore ed i tre gradini in marmo su cui poggia.
All'interno della pieve si nota una tela di scuola bolognese della fine del '600, raffigurante il martirio dell'apostolo Matteo. Questo dipinto viene posto dal parroco Giuliano Morelli sopra l'altare maggiore, ma nel 1966 viene rimosso dal parroco Antonio Turchi per riscoprire l'affresco (non datato) e viene collocato sull'altare di sinistra.
Sopra l'altare di destra si trova una tela raffigurante alcuni santi ed un quadro della Vergine.
A sinistra dell'interno della facciata è inserito un battistero in pietra con coprifonte in legno ed un affresco raffigurante il Battista, il tutto risalente al 1700.
Nell'adiacente sagrestia soffittata in legno è visibile un bel banco settecentesco a muro ed un lavabo in pietra dello stesso periodo.
Dell'anno 1994 è il bassorilievo policromo della Passione di San Mamante, realizzato dell'artista pistoiese Vanni Melani, collocato sulla parte interna sinistra dell'ingresso della Pieve.
Il campanile una salda costruzione in pietra dai muri massicci, ma di snella forma quadrangolare, con un perimetro di base di 18 m ed un'altezza di 23,70 m. Vi si trova la cappella della visitazione e un organo antico.

## Il Chiesino

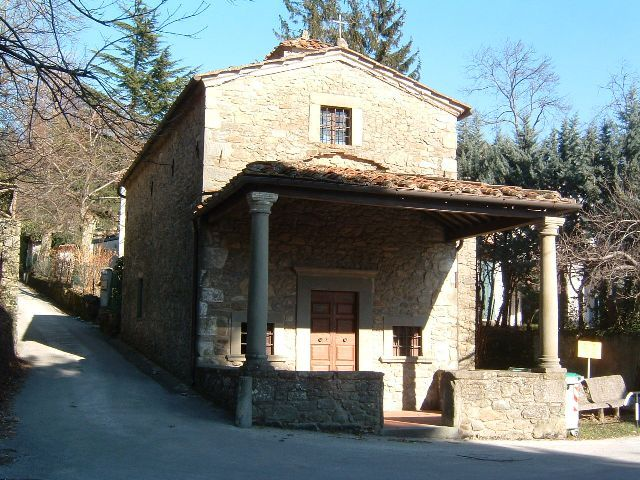
Il Chiesino

L'oratorio di Pian di Ripalta nasce prima dell'anno 1000 a Savaiana dove in quegli anni i longobardi stabiliscono il primo nucleo abitato di San Mommè. In origine è soltanto una piccolissima costruzione che a mala pena riesce a contenere un'immagine di San Mamante. Viene ingrandito non di molto ma sufficientemente per poter ospitare qualche fedele nel 1200 da un certo Michele di Ricevuto, ricco mercante della zona.
Alla fine del 1600 viene ingrandito ulteriormente e l'oratorio viene dedicato alla Beata Vergine e denominato di Santa Maria in Savaiana o della Beata Vergine di Ripalta, viene costruito anche un campanile.
Nel 1700 viene costruito davanti all'ingresso un porticato, viene eretto al suo interno un altare, una balaustra in pietra, una volta di ispirazione rinascimentale, vengono portate delle panche, un'acquasantiera, un candeliere e viene installata una robusta porta in noce.

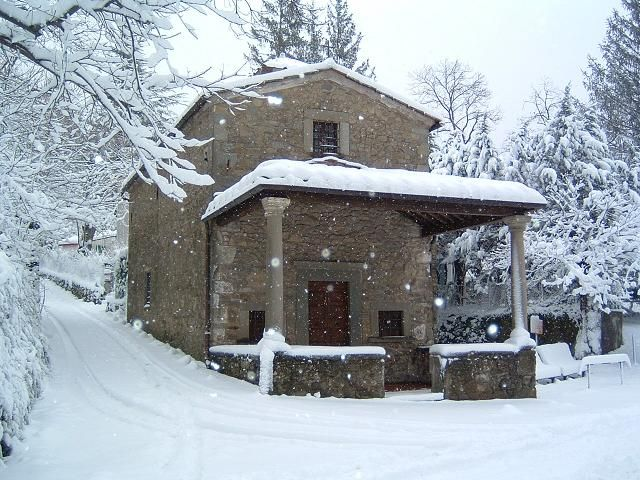
Il Chiesino sotto la neve

Col passare del tempo a causa dell'antichità di costruzione e della mancanza di adeguate e tempestive riparazioni l'oratorio subisce un lento ma costante processo di decadimento che lo porterà al limite del crollo fin quando, nel 1970, viene restaurato.
All'interno dell'oratorio si nota un altare in pietra rivestito con mosaici in marmo del '600, una tela con santi e riquadro raffigurante la Vergine col Bambino di autore ignoto anch'esso del '600 e due quadri, uno di Del Moro e l'altro di Uliviero Ulivieri (1952).
La piccola sagrestia coperta con una volta a crociera evidenzia un caminetto in pietra del '700 che prima si trovava in una stanza sovrastante adibita a dimora dei sacerdoti, che in seguito ad un crollo non fu mai ricostruita anche per poter permettere una maggiore visibilità al campanile di orma secentesca.

## I casolari
San Mommè è formato da svariati casolari sparsi intorno al nucleo principale del paese; si va dal casolare di Bertocci (a circa 300 metri di altezza), fino ai Lagoni (a circa 800 metri).
- Africo, deriva da africus (vento di libeccio). Questa è, infatti, una zona del paese particolarmente esposta alle raffiche di questo vento. Si trova immerso nel bosco, molto vicino al centro del paese.
- Barino, originariamente il nome della località suonava Poggiolino, mutuato in tempi più recenti da quello di Barino, probabilmente il soprannome di un abitante di questo casolare. Si trova isolato molto vicino alla strada che porta verso Pian di Giuliano e la valle del Reno.
- Bertocci, al centro del casolare si trova la torretta della Torbida, da "torbida" (acqua agitata/turbolenta), che fino al 1972 ha funzionato come centralina elettrica, fornendo luce alla vasta zona delle alture e della vallata. In questo casolare, ricchissimo di acqua, in quanto si affaccia sull'Ombrone, era presente anche un grande mulino.
- Bruni, si trova nella parte bassa del paese, non lontano dalla strada che si inerpica da Piteccio. Dal casolare parte un sentiero che porta al paese di Castagno.
- Campiglio, il nome trae origine da campus (campo), sta a significare "fondi rurali destinati alla coltivazione". Per molti anni è stato creduto il luogo natio della poetessa Corilla Olimpica, mentre la Maria Maddalena Morelli nata a San Mommè intorno al 1730 era solo una omonima della famosa poetessa. In questo casolare sorge la grande villa Landini, residenza di campagna di questa famiglia.
- Cannucci, nome derivato da "canna" (pianta della famiglia delle graminacee), che un tempo cresceva rigogliosa in questa zona. Come molti altri è un piccolo casolare immerso nel bosco, non lontano dalla piazza.
- Casa del nonno, più che un casolare isolato è una sorta di quartiere che si trova proprio a nord della piazza.
- Casa del Piazzi, si trova poco sopra casa del nonno e forma con questa e Savaiana la parte alta del paese.
- Casa di Maso, in questo casolare, sulla strada che da San Mommè conduce fino alla valle del Reno, sorge la villa costruita dalla famiglia Monti e nel cosiddetto podere si trova una sede della comunità Incontro.
- Castelluccio, significa piccolo complesso di edifici adibiti ad abitazioni e servizi rurali situato per lo più su di una altura. Si trova isolato in mezzo al bosco a quasi 800 m di altezza.
- Casuccio, si narra che in questo casolare sorgesse la residenza in cui era solita passare le estati Caterina de' Medici con la sua corte per la caccia.
- Cataldera, nome derivato dall'unione di casalis (casolare) e di ara (confine); con il significato appunto di casolare posto al confine del paese. In questo casolare sorge villa Giannini.
- Crocetta, sopra al casolare si trova una zona detta Campo di Mulino. Il nome non deriva dalla presenza di un mulino che qui non c'è mai stato, bensì da campus (zona agricola atta al pascolo).
- Lagoni, nel laghetto naturale, da cui la località prende il nome, si può praticare la pesca sportiva. Nei dintorni si trovano le sorgenti di quelle acque che poco più a valle (nella località detta Viareggino, vicino alla stazione ferroviaria) formeranno l'Ombrone pistoiese.
- Maccherina, deriva dall'unione di magis (più/di più) e agger (terrapieno/bastione/fortificazione), sta a significare altura rialzata. Nelle vicinanze si trova un'installazione dell'acquedotto pistoiese.
- Ossaia, il nome deriva letteralmente da: mucchio di ossa; si narra, infatti, che in questa zona nel 1530 si sia combattuta una furiosa battaglia tra le avanguardie del principe d'Orange ed i soldati di Francesco Ferrucci. La contesa si concluse con la morte di quasi tutti i contendenti che furono sepolti in una fossa comune nei pressi della borgata, che oggi si trova sulla strada che porta nella valle del Reno.
- Piloni, deriva da pilus, sta a significare recipiente ad uso di abbeveratoio per il bestiame. Dal casolare si può arrivare, dopo circa 15 minuti di cammino, a Lagoni.
- Poggiolo, in questo piccolo gruppo di case si trova una piccola cappella (la Verginina o Madonnina del Poggiolo) con un bassorilievo in cotto opera dello scultore pistoiese Vanni Melani.
- Prombialla, deriva dall'unione di promptus (preparato/disponibile) e di balatus (belato), sta a significare terreno adatto al pascolo degli ovini. Il casolare sorge proprio sopra la strada che conduce da Piteccio a San Mommè.
- Rimezzano, deriva dall'unione di rus (campagna/podere) e di medianus (in posizione intermedia), che dà a questo nome il significato di podere a mezzacosta.
- Savaiana, il nome deriva dall'unione di sub (sotto, ai piedi di) e di ianua (porta/accesso/entrata), e sta a significare "a ridosso del primo abitato"; è qui, infatti, che i longobardi edificarono il primo nucleo abitato di San Mommè. In questo casolare infatti sorge Il Chiesino.
- Tornana, deriva dall'unione di torus (terra rialzata) e di amnis (acqua corrente/fiume), che dà a questo nome il significato di terreno sopra l'acqua corrente.
- Valdi, deriva dal tedesco wald (foresta), nome originato dalle numerose piante presenti attorno alla borgata. Sorge sulla strada che conduce al paese dalla SS 64.
- Vezzosi, il nome deriva dalla famiglia più importante che abitò questa zona. Sorge a metà fra i casolari di Prombialla e Bruni in una zona esposta al sole.

## Teleriscaldamento
Nel paese è stata costruita una centrale di teleriscaldamento a cippato che serve a riscaldare le case del paese in modo meno inquinante e meno oneroso dei normali combustibili fossili progettato e finanziato dalla Regione Toscana e dal Comune di Pistoia
Dopo vari ritardi, finalmente, il 27 novembre 2010 è stata inaugurata la centrale e il primo lotto di utenti (circa 40 famiglie) può usufruire di questo servizio. Il secondo lotto di lavori è cominciato nella primavera del 2011.